# Pteromys
Pteromys é um gênero de roedores da família Sciuridae.

## Espécies
- Pteromys momonga Temminck, 1844
- Pteromys volans (Linnaeus, 1758)